# Kalvarienberg Gosau

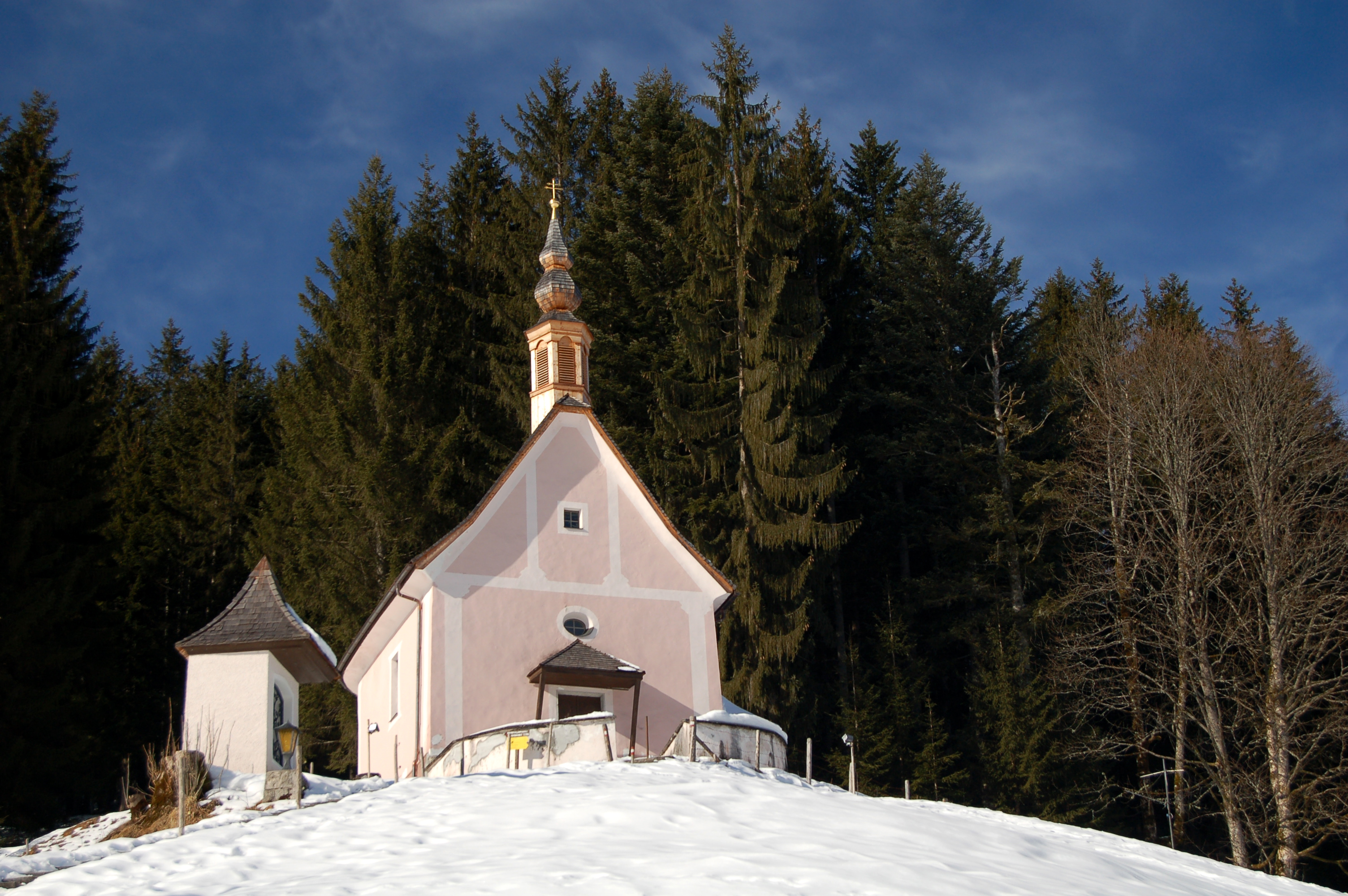
Kalvarienbergkapelle Gosau

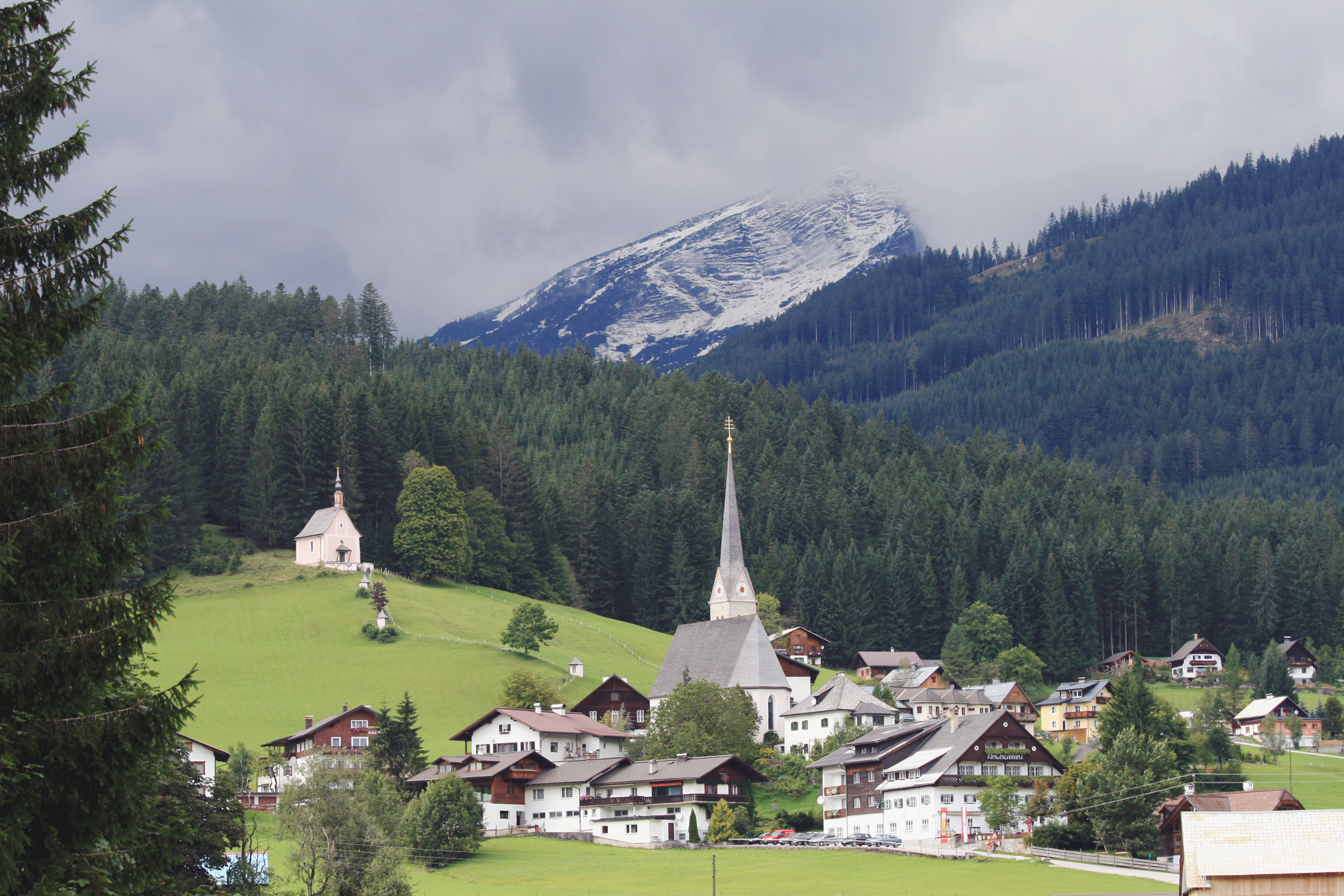
Der Gosauer Kalvarienberg mit Kalvarienbergkirche links der Pfarrkirche

Der Kalvarienberg Gosau ist ein Kalvarienberg mit vier Kapellen und der Kalvarienbergkirche in der Gemeinde Gosau im Bezirk Gmunden in Oberösterreich.
Der Gosauer Kalvarienberg beginnt unweit der Kirche und besteht aus vier kleinen Kapellen und der Kalvarienbergkirche. Die Kalvarienbergkirche und den Kreuzweg ließ 1775 der Hallstätter Salzfertiger Johann Sollinger errichten, obwohl fast die ganze Gosauer Bevölkerung dem lutherischen Glauben anhing.
Die Kalvarienbergkapelle ist tonnengewölbt, der Chor ist halbrund geschlossen. Die kleine Kirche hat einen östlichen Dachreiter mit Doppelzwiebelhelm. In der Kapelle befindet sich eine barocke bäuerliche Kreuzigungsgruppe.

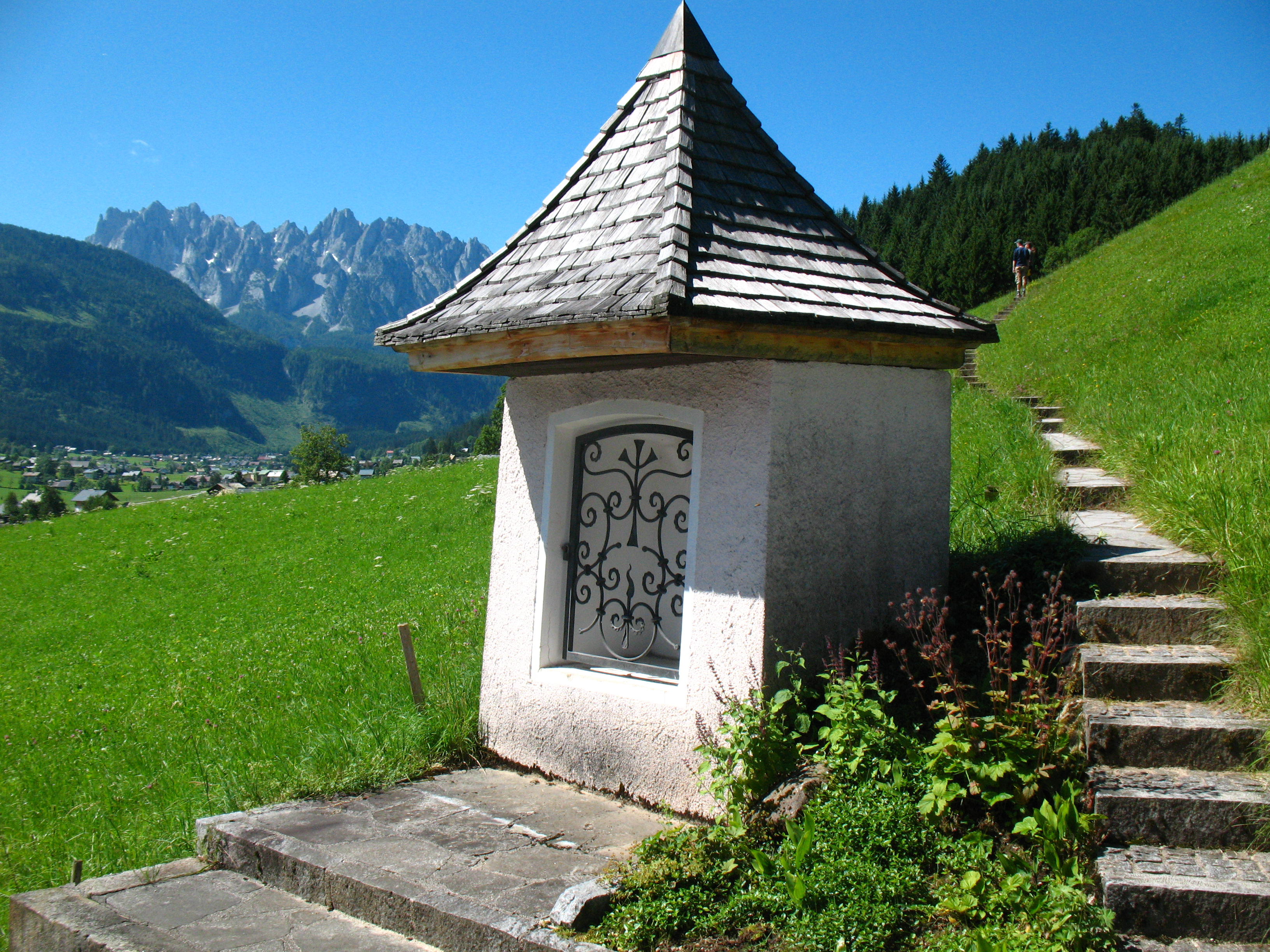
Erste Station
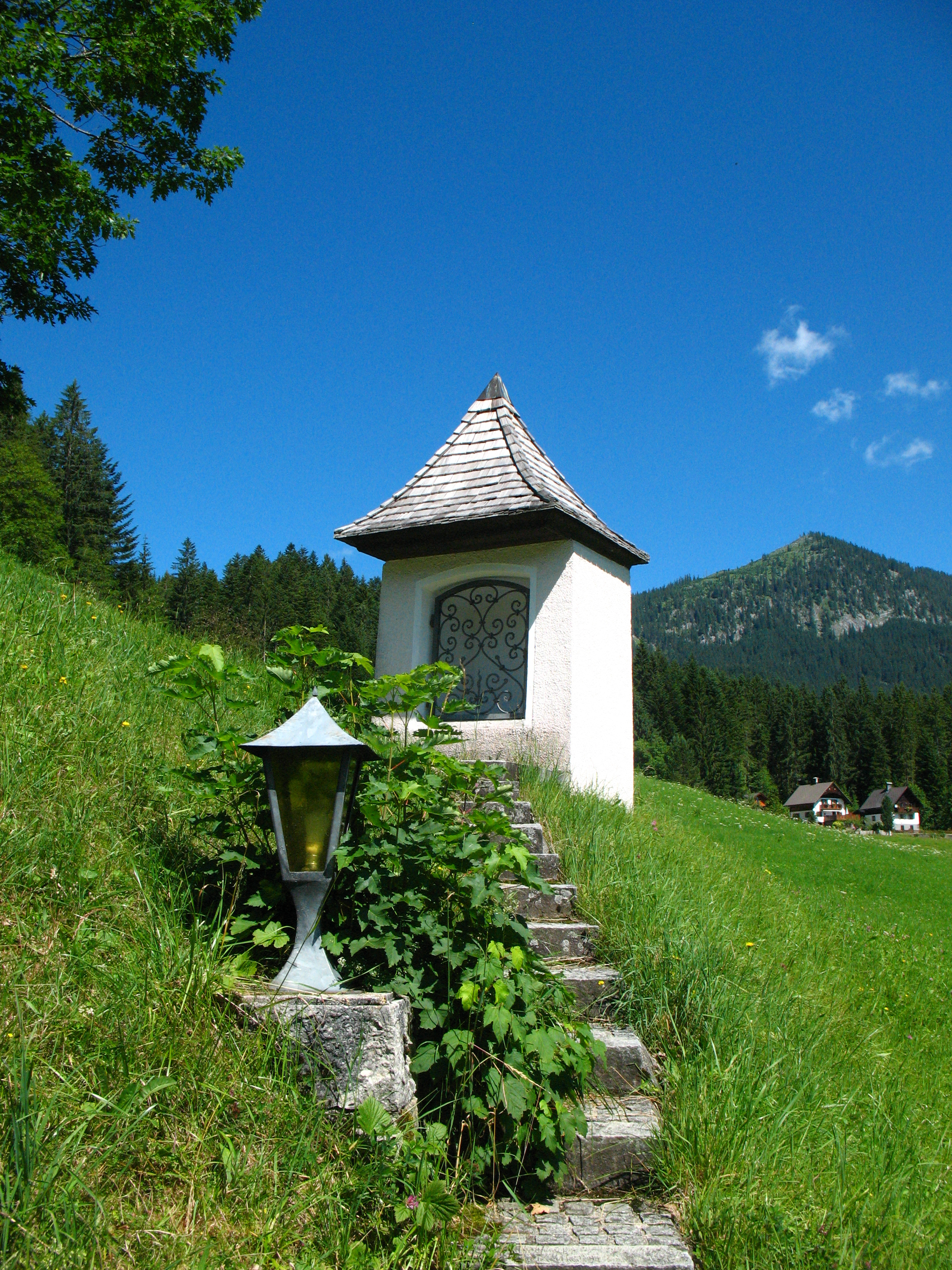
Zweite Station
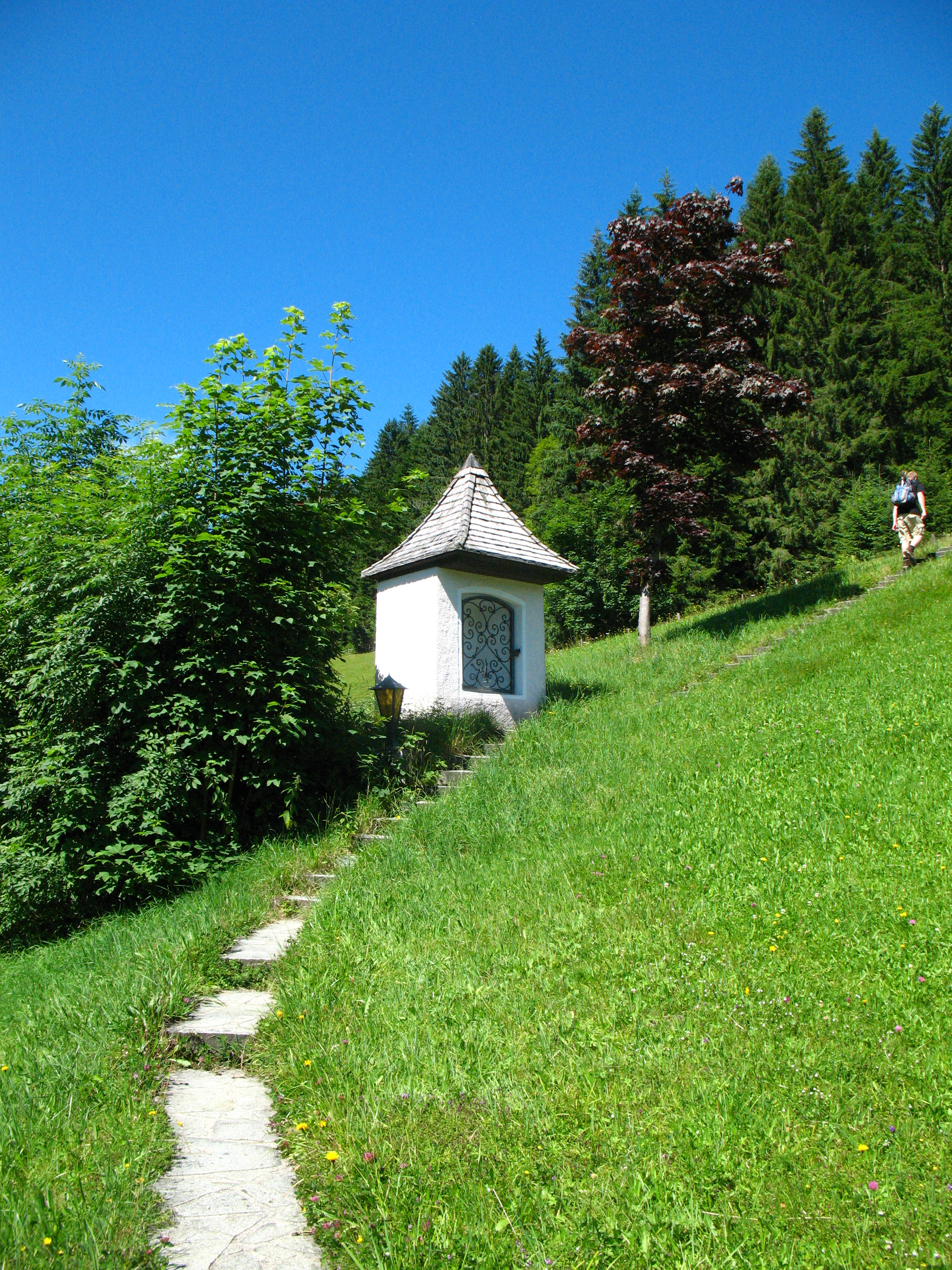
Dritte Station
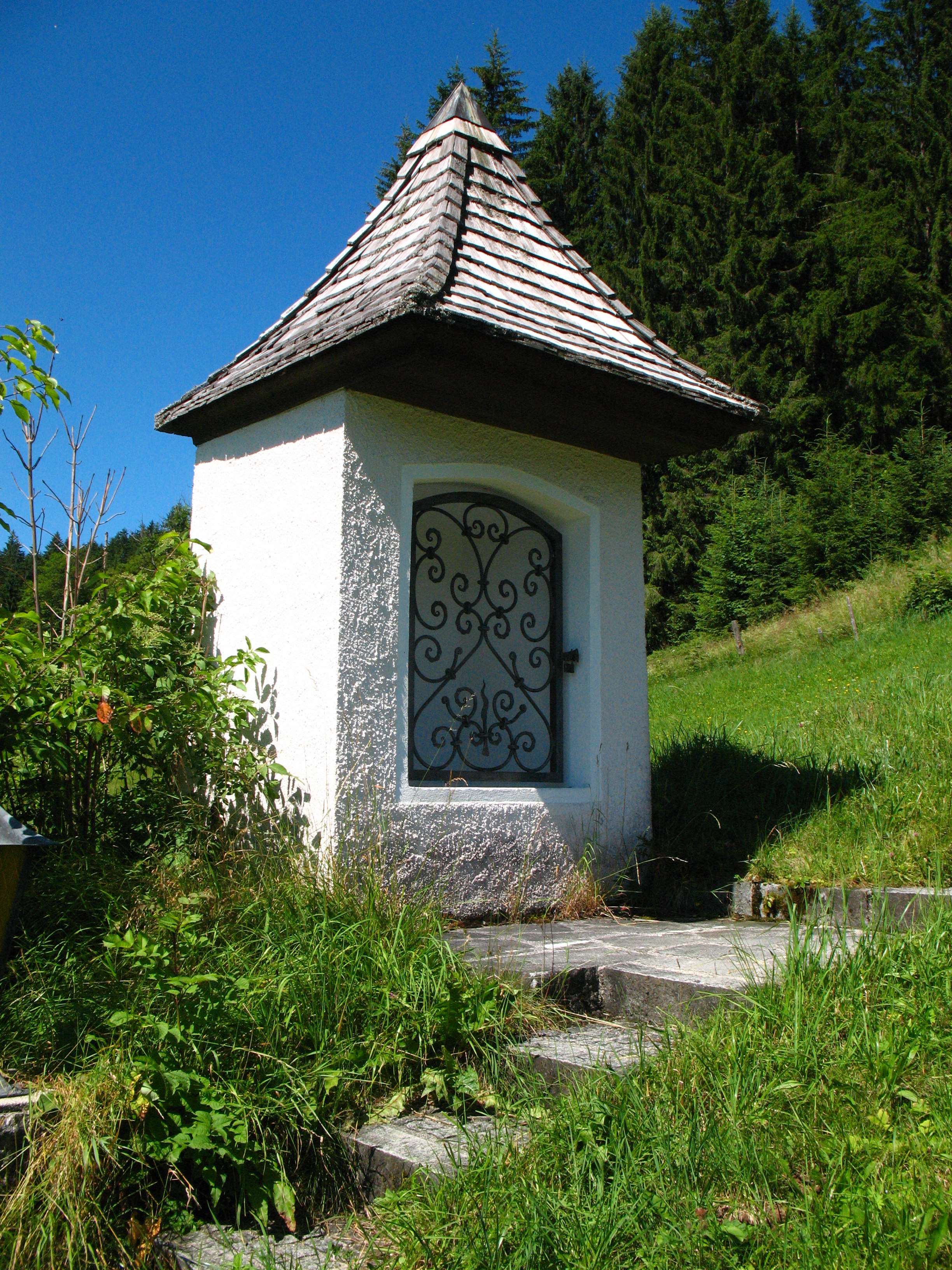
Vierte Station
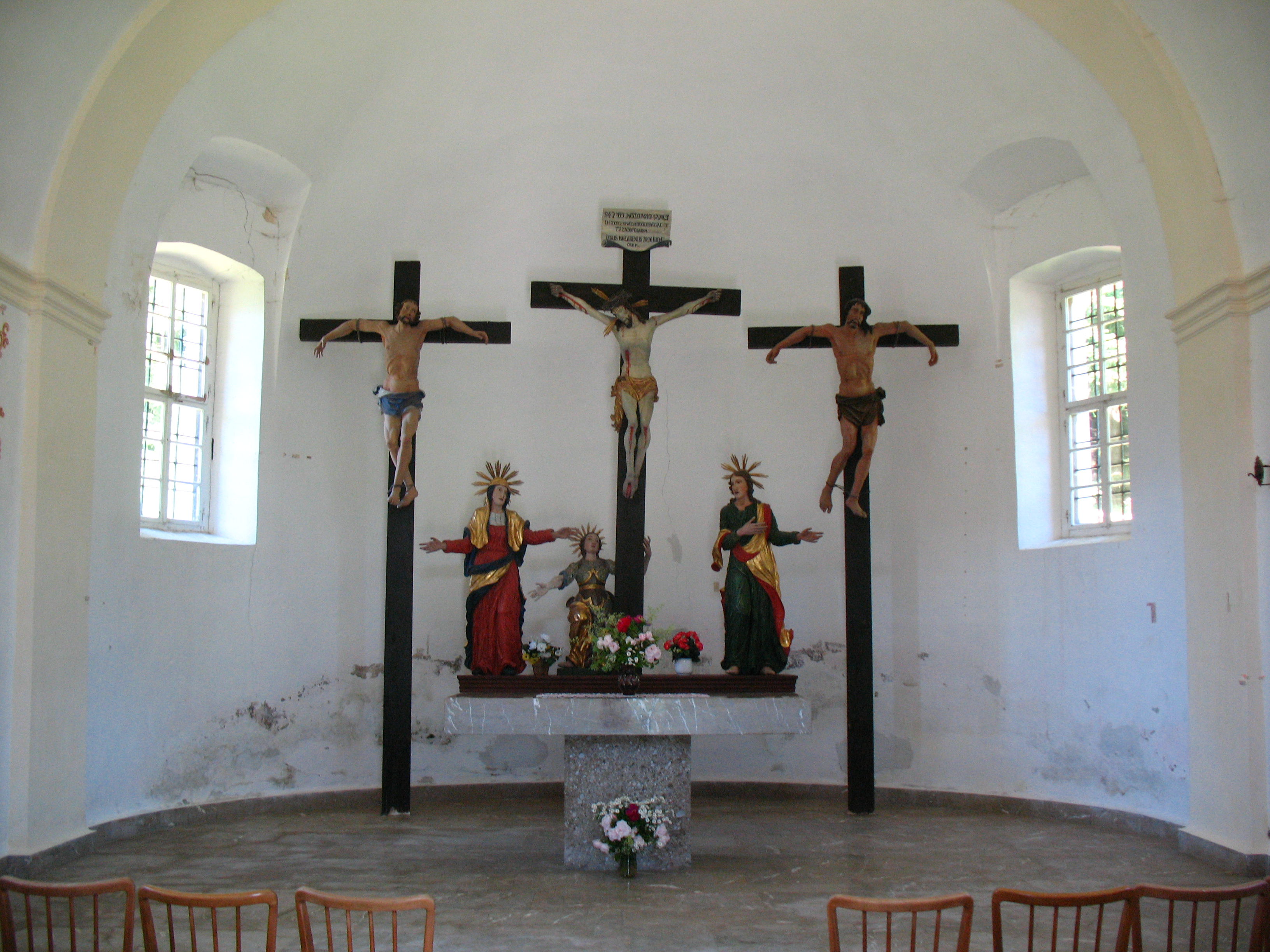
Kreuzigungsgruppe in der Kirche